# Sandi Putros
Sandi Putros (* 27. Oktober 1987) ist ein dänischer Fußballschiedsrichter.

## Karriere
Am 20. März 2015 wurde Putros beim 3:0-Sieg am 20. Spieltag der zweiten Liga (1. Division) zwischen Viborg FF und AB Gladsaxe erstmals bei einem Punktspiel eingesetzt. Sandi Putros leitete am 22. August 2015 beim 2:2 zwischen UMF Selfoss und KF Fjardabyggdar am 18. Spieltag der 1. delid karla (zweithöchste isländische Spielklasse) erstmals ein Punktspiel im Ausland. Nur acht Tage später wurde er beim 3:2 am 22. Spieltag in der zweithöchsten norwegischen Spielklasse zwischen Fredrikstad FK und Sandnes Ulf eingesetzt. Am 23. September 2015 setzte ihn der dänische Fußballverband beim 1:3 im dänischen Fußballpokal zwischen Kolding IF und Skive IK ein. Am 24. Juli 2016 wurde Putros erstmals bei einem Spiel in der Superliga eingesetzt, als er die Partie am zweiten Spieltag zwischen AC Horsens und SønderjyskE Fodbold leiten durfte.
Am 5. August 2016 leitete Putros beim 1:1 zwischen der schwedischen und der montenegrinischen U-18 erstmals ein internationales Spiel.

## Sonstiges
Putros hat sowohl die iranische als auch die dänische Staatsbürgerschaft.